# کت استوارت
کاترین لوئیس استوارت (زاده ۳۰ نوامبر 1972) یک بازیگر استرالیایی برنده جایزه لوگی است که حضورهای زیادی در سریال‌های تلویزیونی، فیلم‌ها و روی صحنه داشته است. کت استوارت دختر تونی و کیتی استوارت است و در بایرنزدیل، ویکتوریا به دنیا آمد و بزرگ شد.

## فیلم‌شناسی

### تلویزیون
| سال       | عنوان                        | نقش            | یادداشت‌ها                      |
| --------- | ---------------------------- | -------------- | ------------------------------ |
| ۲۰۰۱      | زندگی مخفی ما                | چیارا          | "حالت لیمبو"                   |
| ۲۰۰۱      | یه چیزی در هواست             | جنی کلیف       | "هولی دولی"                    |
| ۲۰۰۱      | پمپ‌های                       | آماندا         | "بله که تو را می‌خواهم"         |
| ۲۰۰۱      | کفش‌های آبی                   | گیل واتسون     | "بازی تقصیر: قسمت ۱ و ۲"       |
| ۲۰۰۲      | کفش‌های آبی                   | لیز استوارت    | نقش تکراری                     |
| ۲۰۰۲      | پمپ‌های                       | شن‌های شارین    | "دست آهسته، دست آسان"          |
| ۲۰۰۳      | " کرش برن "                  | مندی           | "صد سال تنهایی"                |
| ۲۰۰۴      | فرگوس مکفایل                 | مدیر           | "گوزبوم"                       |
| ۲۰۰۵      | آخرین مرد ایستاده            | کلار تونیتولو  | نقش تکراری                     |
| ۲۰۰۵–۲۰۰۶ | ابرنوا                       | دکتر راشل مان  | نقش اصلی                       |
| ۲۰۰۷      | کک زدن                       | جان پولک       | نقش منظم                       |
| ۲۰۰۷      | قتل شهر                      | کلر جکسون      | نقش تکراری                     |
| ۲۰۰۷–۲۰۰۸ | نیوستوپی                     | انواع مختلف    | نقش منظم                       |
| ۲۰۰۸      | کمر                          | رابرتا ویلیامز | نقش اصلی                       |
| ۲۰۰۹      | :۳۰ ثانیه                    | ماریون وست     | نقش اصلی                       |
| ۲۰۰۹–۲۰۱۲ | تله                          | نات مانینگ     | نقش منظم                       |
| ۲۰۱۰–۲۰۱۷ | فرزندان                      | بیلی پردمن     | نقش اصلی                       |
| ۲۰۱۱      | پروژه بازورا                 | مری اسپلین     | نقش تکراری                     |
| ۲۰۱۲      | راز قتل خانم فیشر            | خانم لی        | "مرد و بادام"                  |
| ۲۰۱۳      | آقای و خانم قتل              | نیکولا بوکانان | نقش اصلی                       |
| ۲۰۱۳      | کمپ                          | "سنی متیوس"    | "بنده را بگیر"                 |
| ۲۰۱۴      | یه تاریخه                    | جِن             | "آیا تعیین تاریخ‌ها کار می‌کند؟" |
| ۲۰۱۵      | هیچ فعالیت ای                | تانیا          | "شاهد"                         |
| ۲۰۱۶      | آیا توجه می‌کنید؟             | خودش           | استاد آزمون مهمان              |
| ۲۰۱۷      | داستان واقعی با هامیش و اندی | تریسی          | " داستان تراسی "               |
| ۲۰۱۸      | نارنجی قهوه ای جدید است      | انواع مختلف    | هنرمند مهمان                   |
| ۲۰۱۹–۲۰۲۳ | پنج اتاق خواب                | لیز وندل       | ۳۲ قسمت                        |
| ۲۰۲۰      | تو چه کسی هستی؟              | خودش           | فصل ۱۱، قسمت ۶                 |
| ۲۰۲۲      | WTFیتنس                      | هِلِن            | ۱ قسمت                         |
| ۲۰۲۳      | یک شب                        | ویکی           | ۴ قسمت                         |
| ۲۰۲۵      | برف سیاه                     |                | سری ۲                          |

### فیلم
| سال  | عنوان               | نقش         | یادداشت        |
| ---- | ------------------- | ----------- | -------------- |
| ۱۹۹۹ | هانتسمن ۵٫۱         | سایبر الا   |                |
| ۲۰۰۱ | او را در چشم بگیر   | خانم هاکلبی | فیلم کوتاه     |
| ۲۰۰۳ | رویاهای آجر زرد     |             | فیلم کوتاه     |
| ۲۰۰۶ | مکبث                | لیدی مکداف  |                |
| ۲۰۰۸ | Em4Jay              | جینی        |                |
| ۲۰۰۸ | ترامپولین           | مادر        | فیلم کوتاه     |
| ۲۰۰۹ | دانگونا             | تریش        | فیلم تلویزیونی |
| ۲۰۱۴ | بابا تخت            | کیت         | فیلم کوتاه     |
| ۲۰۱۴ | جک آیریش: نقطه مرده | راس         | فیلم تلویزیونی |
| ۲۰۱۵ | مکنده               | اما         |                |
| ۲۰۱۸ | غرب آفتاب           | مل          |                |
| ۲۰۱۹ | هیولاهای کوچک       | تس          |                |
| ۲۰۲۰ | کشتار               | مولی        | کوتاه          |
| ۲۰۲۲ | قربانی              | کریسی       | کوتاه          |